# فروش بيت دجن
فروش بيت دجن قرية فلسطينية من قرى محافظة نابلس، بلغ عدد سكانها حوالي 723 نسمة حسب التعداد العام للسكان عام 2017. وهي من القرى المحتلة في حرب 1967.

## التاريخ

### العهد العثماني
تبعت فروش بيت دجن إلى الإمبراطورية العثمانية في عام 1517 مع كل فلسطين، وكانت تتبع ولاية شرق بيروت في الشام.

### الانتداب البريطاني
في عام 1917، وقعت فروش بيت دجن بيد الجيش البريطاني، ودخلت البلدة مع باقي فلسطين مظلة الانتداب البريطاني على فلسطين عام 1920 حتى وقوع النكبة.

### الإدارة الأردنية
في أوائل خمسينيات القرن العشرين أتبعت فروش بيت دجن للحكم الأردني بين حربي 1948 و1967.

### النكسة
وقعت فروش بيت دجن في يد الاحتلال بعد حرب 1967.

### السلطة الفلسطينية
بعد تأسيس السلطة الوطنية الفلسطينية عام 1994، والاتفاقيات عام 1995. تم تعريف أراضي القرية البالغ مساحتها حوالي 20,083 دونم على أنها منطقة ج. صادر الاحتلال الإسرائيلي 1,370 دونمًا من أراضي فروش بيت دجن لصالح إقامة مستوطنة الحمرا، بالإضافة إلى مصادر 192 دونمًا لصالح إقامة نقطة تفتيش حاجز الحمرا بالقرب من المستوطنة.

## الجغرافيا
تقع قرية فروش بيت دجن في شمال الضفة الغربية على بعد 10 كيلومترات شرق مدينة نابلس وهي جزء من محافظة نابلس.

## السكان والاقتصاد
يعد معظم سكان قرية فروش بيت دجن من البدو أو أحفاد البدو الذين هاجروا من قرية يتير في صحراء النقب بعد أن طردتهم السلطات الإسرائيلية في عام 1952. وقد تخلى معظمهم عن نمط حياتهم البدوي وتكيفوا مع الزراعة. ومع ذلك، لا يزال العديد منهم يرعون الأغنام والماعز إلى الشمال من القرية حيث توجد منطقة رعي طبيعية.
| السنة      | التعداد الفلسطيني (1997) | التعداد الفلسطيني (2007) | التعداد الفلسطيني (2017) | تقدير فلسطيني (2021) |
| ---------- | ------------------------ | ------------------------ | ------------------------ | -------------------- |
| عدد السكان | 866                      | 761                      | 723                      | 774                  |